# سخن‌سرا
سخن‌سرا در لغت به معنای «سخنگو» است اما به معنی «شاعر» نیز بکار می‌رود. ویلیام شکسپیر را خیلی‌ها «سخن‌سرای آون» (به انگلیسی: The Bard of Avon) لقب داده‌اند. زادگاه شکسپیر آون در استراتفورد انگلستان بوده و این نام را به همین دلیل برای وی انتخاب نموده‌اند.